# Глухівська синагога
Глухівська хоральна синагога — юдейський молитовний будинок у м. Глухів Сумської області. Побудований у 1867—1870 роках за проєктом Олександра Гросса. За часів радянської влади синагогу було закрито, в 1930-ті роки у ній розмістили міських архів. У вересні 1941 року, напередодні окупації Глухова німцями, архів разом із будівлею було спалено.

## Історія
У другій половині ХІХ сторіччя юдеї складали значну частину населення Глухова (на той час — повітового міста Чернігівської губернії). Так, у 1858 році за десятим народним переписом із 9071 жителів Глухова до єврейського віросповідання належало 2469 осіб, тобто 27,2 % усіх міщан. Відрізок головної вулиці міста, Києво-Московської, від Київських воріт до провулка Шолом-Алейхема (між Києво-Московською вулицею та Пожарним провулком) був населений в основному євреями. Тут стояли будинки Лапіних, Конвисера, Мясежника та Шапіро. В місті працювали єврейські школи: чотири хедера, Талмуд Тора та єшива.
Два наявних у Глухові на початок 1867-го року невеликих юдейських молитовних будинки, один з яких був кам'яним, а інший — дерев'яним, ледве вміщували всіх прихожан, чим і обґрунтовувалася необхідність побудови ще однієї синагоги. Для цього юдейська громада Глухова зібрала добровільні пожертви на суму 3000 рублів сріблом.
У січні 1867-го року громада звернулася до владних органів з проханням дозволити будівництво. Під цим клопотанням, завіреним і скріпленим печаткою рабином глухівської громади Нахимом Шумяцьким, підписалися вісім купців та двадцять міщан. Дозвіл на будівництво було отримано не раніше кінця серпня 1867-го року після узгоджень, зокрема, з Глухівським повітовим управлінням, Чернігівським губернським правлінням і Міністерством внутрішніх справ.
Після цього у тому ж 1867 році було розпочато будівництво мурованого молитовного будинку за проектом глухівського архітектора А. Гроса. Двоповерхова «білокам’яна синагога, купол якої виблискував сусальним золотом», розмістилася з південного боку Києво-Московської вулиці між комплексом Троїцького собору й Київською брамою, на місці, де тепер знаходиться будинок № 59. Будівництво було завершено в 1870-му році.
За радянської влади хоральну синагогу, як і інші синагоги міста, було відібрано у єврейської громади, її закрили як культову споруду. В 1930-ті роки у ній розмістили міських архів. У вересні 1941-го року, напередодні окупації Глухова німцями, архів разом із будівлею було спалено. За свідченнями очевидців архів палав кілька днів. Згідно інших даних, будівлю було підірвано відступаючими радянськими військами.
Сувої Тори з хоральної синагоги, яким більше 130 років, зберігаються в Музеї історії євреїв Глухівщини.

## Архітектура
Синагога являла собою кубічну однобанну будівлю, яку було побудовано в перехідних стильових формах від пізнього класицизму до історизму.
Дврповерхова будівля мала розміри приблизно 18 на 24 метри. План синагоги дводільний. Вона складалася з квадратного в плані молитовного залу та прилеглого приміщення. Посеред молитовного залу стояли чотири колони тосканського ордера, які слугували опорою для світлового восьмерика.
Ю. А. Шишкіна, порівнюючи початковий проект синагоги з її фотографіями, зазначає, що при будівництві відійшли від романо-мавританської стилістики, запропонованої архітектором, на користь класицистичної строгості. Замість вікон у вигляді трифоріїв улаштували високі аркові вікна, а замість запроектованих кількох бань влаштували одну, на шести- або восьмигранному світловому підбаннику.
Сферичний купол синагоги був покритий тонким шаром сусального золота, через що її називали золотоверхою.